# Russian Standard (holding)
Russkij Standart (ros. Русский стандарт) – rosyjski holding z siedzibą w Moskwie, powstały w 1992 roku. Został założony przez Rustama Tarika. W skład holdingu wchodzą:
- Russian Standard Company, jeden z wiodących[2] producentów wódki z destylarniami, zakładami produkcyjnymi i centrami dystrybucyjnymi rozciągającymi się na obszarze Rosji, Polski, Węgier i Włoch[3]; oferuje wódkę klasy premium Russian Standard Vodka.
- Russian Standard Bank, jeden z największych banków w Rosji.
- Russian Standard Insurance, firma ubezpieczeniowa.